# 寧漢分裂
寧漢分裂（ねいかんぶんれつ）は、1927年の国民政府の北伐期間中に、共産党に対する立場の相違から引き起こされた中国国民党内部分裂のことである。寧と漢はそれぞれ南京と武漢を指す。蔣介石は武漢政府では中国共産党が優勢な状況になったので、南京で別に国民政府を組織し、清党を主張した。武漢政府は蔣の党籍からの除名と併せて南京征伐軍の派遣を計画した。

## 経過

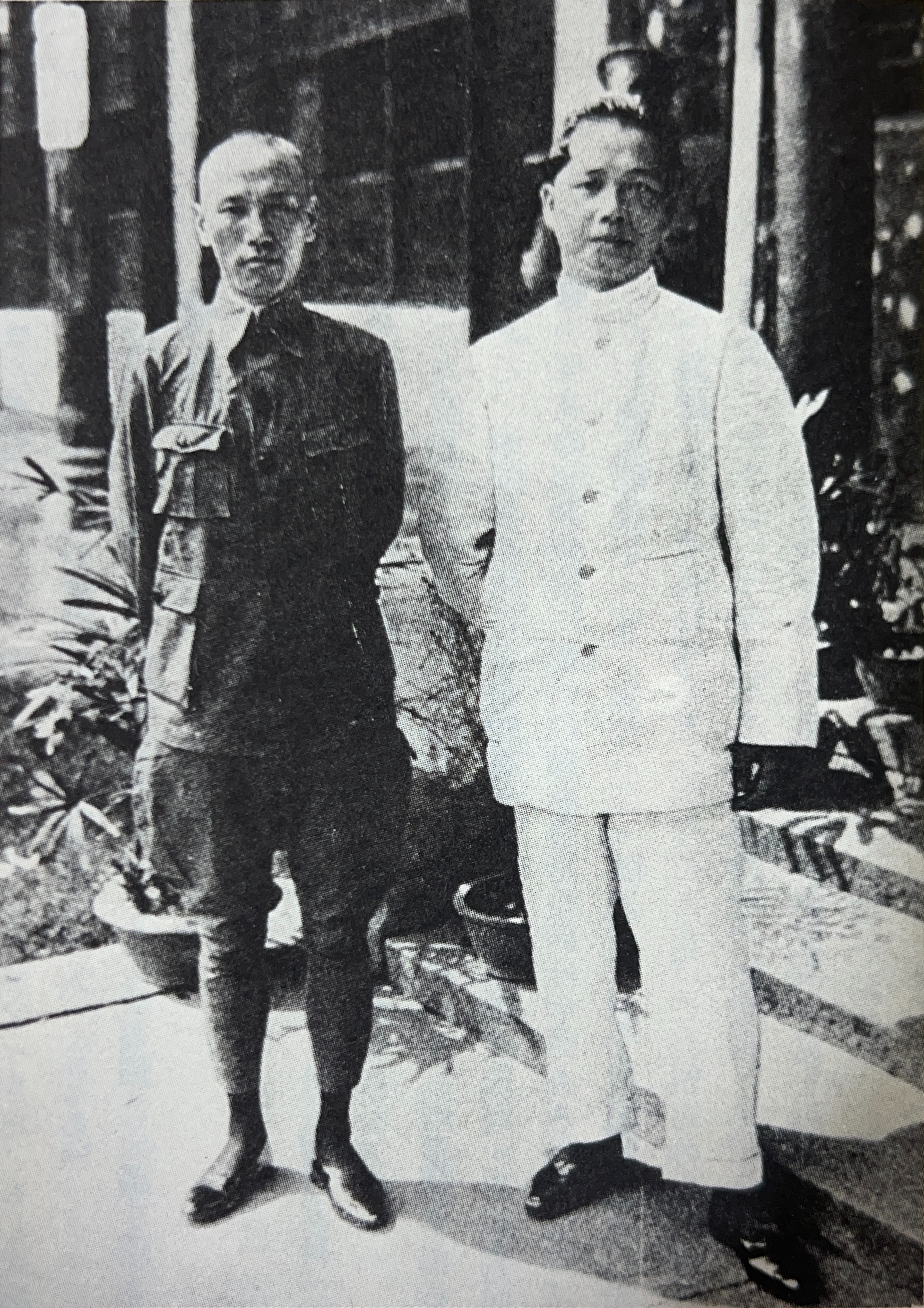
蒋介石と汪兆銘（1927年）

1926年7月1日、中山艦事件で軍を掌握した蔣介石は国民革命軍総司令に就任し、「北伐宣言」を発表し北伐を開始した。9月7日に北伐軍は漢口を攻撃占領し、11月8日には南昌を攻略し、蔣介石は南昌に着いて孫伝芳への攻勢の指揮をとった。11月11日に汪兆銘を主席とする広州国民政府は既に北伐軍が長江流域を掌握したので、武漢遷都を決定した。このとき、蔣介石は彼が本拠地を移していた南昌遷都を主張した。12月9日国民政府は武漢に遷都したが、1927年1月3日、南昌国民党中央政治会議は、党中央が南昌に留まることを決議した。2月26日、南昌中央政治会議はコミンテルンに対しミハイル・ボロディンの引き揚げ要求を決議した。一方2月10日、武漢の国民党は中央執行委員会全体大会（国民党三全大会）を召集した。この会議後、汪兆銘、譚延闓、孫科、宋子文、徐謙を国民政府常務委員とした。
1927年4月1日、汪兆銘は蔣介石の招電に応じ亡命先のヨーロッパからモスクワ経由で上海へ再び帰国し、武漢政府の反蔣活動を阻止することを承諾し、蔣は汪の中央常務委員、組織部長への返り咲を支持した。2日蔣介石は李宗仁、白崇禧、黄紹竑、李済深、張静江、呉敬恒、李石曽等を招き、上海で中国国民党中央監察委員会の緊急会議を招集し、会議の中で「共産党が国民党内の共産党員と連結して、謀反する証拠がある」ことで検挙する案を提出し、広州政治分会主席の李済深はその意見に賛同した。そして会議で「清党原則」及び「清党委員会」を定め、反共清党準備工作が進行した。
汪兆銘は6日に武漢に到着し、蔣介石は9日に上海を離れ、南京に赴いた。4月12日、青幇、洪門の頭目黄金栄、杜月笙らの組織「上海共進会」と「上海工界連合会」は共産党員を逮捕処刑した。これを「上海クーデター」（中国国民党は「清党」、中国共産党は「四・一二反革命政変」、「四・一二惨案」）という。広西、広東でもまた、それぞれ李宗仁、李済深の主導で共産党員の粛清が始まった。
4月17日、南京の国民党中央執行委員、胡漢民、蔣介石、柏文蔚らと監察委員は南京で国民政府を組織し、胡漢民を主席としたと発表した。これが寧漢の正式な分裂である。武漢国民政府は直ちに蔣介石の党籍剥奪と逮捕令を発し、南京政府もまた約200名の共産党員の逮捕令を発した。5月中、李宗仁と朱培徳の斡旋仲介を経て、武漢と南京の両政府は戦争を回避し、しばらくはそれぞれ北伐を継続することを決めた。月末に、コミンテルンは中国共産党の方策を変更し、労農武装による新軍設立の準備と土地改革の徹底した遂行を決議した。しかし、依然として国民党内に留まり、労農革命独裁機構を国民党と武漢政府に作り上げるというものでもあった。これと同時に中国共産党が湖南で進めていた土地改革は、国民党内の軍官に少なからず反感を持たれ、ついには何鍵と衝突し、何鍵、朱培徳らもまた共産党弾圧を開始した。これを「馬日事変」という。6月初め、コミンテルンの駐武漢代表ロイは訓令を汪兆銘らの武漢国民党の首脳部に示し、汪兆銘らをあわてさせた。6月半ば、馮玉祥は相次いで武漢と南京の政府を訪れた後に南京政府支持を決め、その軍中でも共産党弾圧を展開した。1927年7月、武漢の汪兆銘政府はソ連からの顧問のミハイル・ボロディンが国民政府を分裂させ、中国共産党が武漢政府の権力奪取を図ったことが分かり、共産党の言論を取り締まることを決定し、「共産党取締議案」を可決し、ボロディンらソ連からの顧問を罷免した。
7月2日、武漢政府は共産党機関の解散を発表し、同時に支配下の各軍を長江に沿って動かし、南京への東征を準備した。中国共産党は党員の武漢国民政府参加方針を撤回した。15日、武漢政府は共産党との分離を発表した、これを中国共産党では「七・一五反革命政変」という。8月1日、武漢政府の軍事主力、張発奎の部下の共産党員が南昌で武装蜂起した、これを中国共産党では「南昌起義」という。武漢政府はこの後防共におろそかだったことを認め、共産党員への逮捕令を発表した。8月14日蔣介石は下野した。武漢政府は8月19日南京遷都を発表し、汪兆銘は9月初めに南京に到着し、寧漢は正式に合体した、これを「寧漢復合（中国共産党では寧漢合流）」という。